# Fosfatidilinositolo
Il fosfatidilinositolo è un fosfolipide nel quale è legata, con legame estere, una molecola di inositolo al gruppo fosfato della testa polare.
Le forme fosforilate di fosfatidilinositolo sono chiamate fosfoinositidi e svolgono un ruolo importante nella segnalazione lipidica, nella segnalazione cellulare e nel traffico di membrana.

## Biosintesi
Il fosfatidilinositolo può essere prodotto per catalisi enzimatica, attraverso le reazioni illustrate di seguito.

## Funzioni
Il fosfatidilinositolo è un componente delle membrane biologiche e ha un ruolo nella segnalazione cellulare, infatti viene attaccato dall'enzima fosfolipasi C che lo scinde in diacilglicerolo, che resta in membrana, ed inositolo fosfato, che essendo idrofilo viene rilasciato nel citosol.
Entrambi i prodotti sono coinvolti nel meccanismo di trasduzione del segnale, attivano delle vie di segnalazione cellulare che portano all'attivazione di diversi fattori di trascrizione che inducono la sintesi di proteine differenti.
L'anello dell'inositolo può essere fosforilato da una varietà di chinasi sui tre, quattro e cinque gruppi idrossilici in sette diverse combinazioni, a formare i fosfoinositidi; tuttavia i gruppi ossidrile 2 e 6 in genere non sono fosforilati a causa dell'impedimento sterico.